# Bolikhamsai
Bolikhamsai (of Borikhane) is een provincie van Laos. Het ligt in het midden van het land.
De provincie werd in 1983 opgericht met delen van de provincies Vientiane en Khammuan.  Pakxan, Thaphabat, Pakkading, Borikhane, Viengthong en Khamkeut zijn de districten en Pakxan is de hoofdstad. De provincie is de locatie van de Nam Theun 2 Dam, het grootste hydro-elektrische project van het land. De provincie Bolikhamsai heeft een oppervlakte van 14.863 vierkante kilometer (5.739 vierkante mijl). De provincie Bolikhansai grenst in het noordwesten aan de provincie Xiangkhouang, in het oosten aan Vietnam, in het zuiden aan de provincie Khammouane en in het westen met Thailand. De provincie omvat de Annamite Range, die zich uitstrekt in oostelijke richting naar Vietnam, terwijl in het westen de Mekong-rivier en Thailand liggen. Met 3.700 vierkante kilometer (1.400 vierkante mijl) is het Nakai-Nam Theun National Biodiversity Conservation Area in de provincies Bolikhamsai en Khammouane het op twee na grootste beschermde gebied in Laos.

## Geschiedenis
De provincie werd door de geschiedenis heen geconfronteerd met invasies van de Siamezen. De stichting van Paksan dateert uit de late negentiende eeuw. In 1836 namen de Siamezen de heerschappij over Laos over. Na 1865 troffen de invasies van "Hos", Chinese bendes uit het zuiden van China, de provincies Xieng Khouang en Bolikhamsai (Borikhane). In 1876 beval de koning van Siam, Rama V, de oprichting van de Muong Borikhane met de laatste overlevenden van de Ho-invasie van 1874. De Muong van Borikhane werd onder het gezag van de gouverneur van Nong Khai geplaatst.
In de jaren 1890 arriveerden christelijke missionarissen van de Missions étrangères de Paris op de rivier de Mekong, een paar kilometer van de monding van de Nam Sane. Ze bouwden een kerk in Paksan. In 1911 telde de Muong Borikhane ongeveer 61 dorpen met een bevolking van ongeveer 4000 inwoners. Paksane was in 1937 tot enkele duizenden gegroeid.
De moderne provincie werd in 1986 gevormd uit delen van de provincie Vientiane en Khammuan. In de provincie zijn begin 21ste eeuw religieuze spanningen zichtbaar. In februari 2005 werden 100 dorpelingen gedwongen hun bezittingen te verkopen en zich voor te bereiden op uitzetting in het dorp Kok Poh in het Borikham District, maar de centrale autoriteiten kwamen tussenbeide om dit te stoppen. 